# وشتندورف (آلگو)
وشتندورف (به آلمانی: Westendorf) یک شهر در آلمان است که در استالگوی واقع شده‌است.